# Lepisanthes bengalan
Lepisanthes bengalan är en kinesträdsväxtart som beskrevs av Leenh.. Lepisanthes bengalan ingår i släktet Lepisanthes och familjen kinesträdsväxter. Inga underarter finns listade i Catalogue of Life.